# Célula de Langerhans

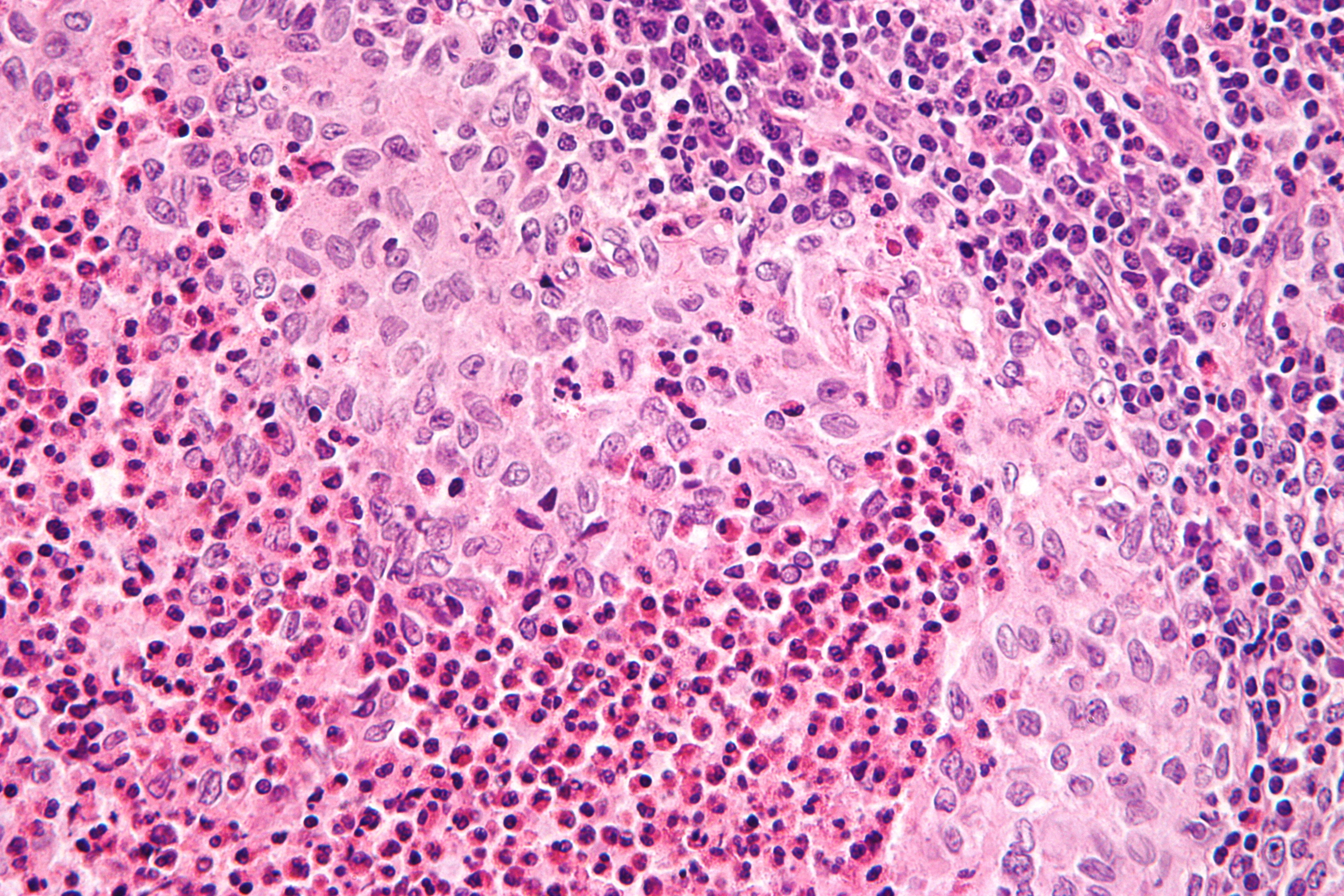
Histiocitose de células de Langerhans.

Células de Langerhans são células abundantes na epiderme, contendo grânulos de Birbeck. Elas estão normalmente presente em linfonodos, podendo ser encontradas em outros órgãos na condição de histiocitose e são uma das responsáveis pelo controle das respostas imunológicas da pele. 

## Descrição geral
Funcionam, na epiderme, como uma rede de sentinelas do sistema imunológico, de forma a proporcionar uma resposta adequada a eventuais ataques microbianos; assim, atuam para que se evite uma resposta imunológica excessiva quando a situação não apresentar grande risco e, ainda, no sentido inverso, quando existe potencial perigo (como, por exemplo, a pele tenha sido lesionada), instruem os linfócitos T a agirem de forma eficiente.
Diferem das células dendríticas comuns e dos macrófagos, por possuírem este papel de programação biológica, o que é sustentado pela análise dos efeitos pró-inflamatórios da pele; sua condição permanece relativamente estável tanto em situações de homeostase quanto sob estresse imunológico.
São células móveis e dendríticas responsáveis pela imunovigilância cutânea. Têm a função de captar, processar e apresentar os antígenos aos linfócitos T. Representam 3–6% de todas as células epidérmicas. Contém um marcador citoplasmático específico, os grânulos de Birbeck, que se originam do processo de endocitose. Na microscopia de luz as células de Langerhans podem ser demonstradas por técnicas histoenzimáticas como a ATPase e especialmente pela imunoistoquímica através do marcador CD1a.